# Ca Cartanyà-Benet
Ca Cartanyà-Benet o Ca Gomà és un edifici d'habitatges de Valls (Alt Camp) protegit com a Bé Cultural d'Interès Local.

## Descripció
Edifici entre mitgeres de planta baixa i tres pisos. La planta baixa té una porta d'entrada i dos botigues. El primer pis presenta un balcó corregut, amb una tribuna de ferro a la dreta. El segon pis és també de balcó corregut, amb dues portes, i el tercer, té dos petits balcons menys sobresortints. L'acabament és en cornisa i barana de ferro. La part baixa de l'edifici és de pedra. La resta, arrebossat imitant carreus regulars. Els elements decoratius els formen les llindes de les portes dels balcons amb garlandes en relleu, el fris situat sota la cornisa amb decoració floral i animal, i les peces de ceràmica de la part baixa dels balcons. Hi ha també un interessant treball de forja en la tribuna.

## Història
Edifici d'habitatges construït a principis del segle XX corresponent a una època de superposició dels darrer modernisme i del retorn al classicisme representat pel noucentisme. Aquesta dualitat es reflecteix en superfície per la combinació d'elements pròpiament modernistes (rajoles, vidres, forja) i línies simples i motius decoratius més propis del noucentisme (garlandes, encoixinat). La funció d'habitatge plurifamiliar s'ha mantingut des del temps de la seva edificació.